# Christoph Huber (Germanist)
Christoph Huber (* 1944) ist ein deutscher germanistischer Mediävist und Hochschullehrer.

## Leben und Wirken
Christoph Huber studierte Germanistik, Lateinische Philologie und Romanistik an den Universitäten München und Nancy und promovierte nach dem Staatsexamen für den höheren Schuldienst 1974 an der Universität München bei Hans Fromm mit einer Arbeit über die mittelhochdeutsche Spruchdichtung. Nach längerer Lehrtätigkeit habilitierte sich Huber dort 1984. Seit 1987 hatte er eine Professur für Deutsche Philologie des Mittelalters an der Universität Bamberg inne und wurde 1995 auf eine Professur am Deutschen Seminar der Eberhard Karls Universität Tübingen berufen, wo er bis zu seiner Emeritierung das Gebiet der germanistischen Mediävistik vertrat.
In seinem umfangreichen Werk behandelt Christoph Huber die große Bandbreite der mittelalterlichen deutschen Literatur.

## Veröffentlichungen (Auswahl)
Monographien
- Wort sint der dinge zeichen. Untersuchungen zum Sprachdenken der mittelhochdeutschen Spruchdichtung bis Frauenlob (= Münchener Texte und Untersuchungen zur deutschen Literatur des Mittelalters. Bd. 64). Artemis, Zürich/München 1974, ISBN 3-7608-3364-0 (= Dissertation Universität München).
- Gottfried von Straßburg "Tristan und Isolde". Eine Einführung (= Artemis-Einführungen. Bd. 24). Artemis, München/Zürich 1986, ISBN 3-7608-1324-0.
- Die Aufnahme und Verarbeitung des Alanus ab Insulis in mittelhochdeutschen Dichtungen. Untersuchungen zu Thomasin von Zerklære, Gottfried von Straßburg, Frauenlob, Heinrich von Neustadt, Heinrich von St. Gallen, Heinrich von Mügeln und Johannes von Tepl (= Münchener Texte und Untersuchungen zur deutschen Literatur des Mittelalters. Bd. 89). Artemis, Zürich/München 1988, ISBN 3-7608-3389-6 (= Habilitationsschrift Universität München).
- Gottfried von Straßburg: Tristan. (= Klassiker-Lektüren. Bd. 3). 2. Auflage. Erich Schmidt, Berlin 2001, ISBN 3-503-06112-6.
- (Hrsg. u. Mitautor): Der "Tristan" Gottfrieds von Straßburg". Niemeyer, Tübingen 2002, ISBN 3-484-64019-7.
- Johannes Rothe: Der Ritterspiegel. Hrsg., übers. und kommentiert von Christoph Huber und Pamela Kalning. De Gruyter, Berlin 2009, ISBN 978-3-11-020819-1.
- Gottfried von Straßburg: Tristan. 3., neubearb. Auflage. (= Klassiker-Lektüren. Bd. 3). Erich Schmidt, Berlin 2013, ISBN 978-3-503-12234-9.

Aufsätze
- Karl IV. Im Instanzensystem von Heinrichs von Mügeln "Der Meide Kranz". In: Beiträge zur Geschichte der deutschen Sprache und Literatur. Jg. 1981, S. 63–91.
- Narziß und die Geliebte. Zur Funktion des Narziß-Mythos im Kontext der Minne bei Heinrich von Morungen (MF 145,1) und anderen. In: Deutsche Vierteljahrsschrift für Literaturwissenschaft und Geistesgeschichte. Bd. 59 (1985), S. 587–608.
- Höfischer Roman als Integumentum? Das Votum Thomasins von Zerklaere. In: Zeitschrift für deutsches Altertum und deutsche Literatur. Bd. 115 (1986), S. 79–100.
- Von der "Gral-Queste" zum "Tod des Königs Artur". Zum Einheitsproblem des "Prosa Lancelot". In: Walter Haug (Hrsg.): Positionen des Romans im späten Mittelalter (= Fortuna vitrae. Bd. 1). Niemeyer, Tübingen 1991, ISBN 3-484-15501-9, S. 21–38.
- Bemerkungen Hugos von Trimberg zum Reisen. In: Dietrich Huschenbett (Hrsg.): Reisen und Welterfahrung in der deutschen Literatur des Mittelalters (= Würzburger Beiträge zur deutschen Philologie. Bd. 7). Königshausen & Neumann, Würzburg 1991, ISBN 3-88479-627-5, S. 110–124.
- Mittelalterliche Ödipus-Varianten. In: Johannes Janota (Hrsg.): Festschrift Walter Haug und Burghart Wachinger. Bd. 1. Niemeyer, Tübingen 1992, ISBN 3-484-10653-0, S. 165–199.
- Philosophia. Konzepte und literarische Brechungen. In: Walter Haug (Hrsg.): Literatur, Artes und Philosophie (= Fortuna vitrae. Bd. 7). Niemeyer, Tübingen 1992, ISBN 3-484-15507-8, S. 1–22.
- Herrscherlob und literarische Autoreferenz. In: Joachim Heinzle (Hrsg.): Literarische Interessenbildung im Mittelalter. Metzler, Stuttgart 1993, ISBN 3-476-00879-7, S. 452–473.
- Ritterideologie und Gegnertötung. Überlegungen zu den "Erec"-Romanen Chrétiens und Hartmanns und "Prosa-Lancelot". In: Kurt Gärtner (Hrsg.): Spannungen und Konflikte menschlichen Zusammenlebens in der deutschen Literatur des Mittelalters. Niemeyer, Tübingen 1996, ISBN 3-484-60308-9, S. 59–73.
- Der gebildete Dichter im hohen Mittelalter. In: Rudolf W. Keck (Hrsg.): Literaten – Kleriker – Gelehrte. Zur Geschichte der Gebildeten im vormodernen Europa (= Beiträge zur historischen Bildungsforschung. Bd. 15). Böhlau, Köln 1996, ISBN 3-412-07595-7, S. 171–189.
- Lachen im höfischen Roman. Zu einigen komplexen Episoden im literarischen Transfer. In: Ingrid Kasten (Hrsg.): Kultureller Austausch und Literaturgeschichte im Mittelalter (= Beihefte der Francia. Bd. 43). Thorbecke, Sigmaringen 1998, ISBN 3-7995-7344-5, S. 345–358.
- Formen des "poetischen Kommentars" in mittelalterlicher Literatur. In: Commentaries. Jg. 1999, S. 323–352.
- Der werlde Ring und was man tuon und lassen schol. Gattungskontinuität und Innovation in moraldidaktischen Summen. In: Walter Haug (Hrsg.): Mittelalter und Frühe Neuzeit. Übergänge, Umbrüche und Neuansätze (= Fortuna vitrae. Bd. 16). Niemeyer, Tübingen 1999, ISBN 3-484-15516-7, S. 187–212.
- gepartiret und geschrenket. Überlegungen zu Frauenlobs Bildsprache anhand des Minneleichs. In: Jens Haustein (Hrsg.): Studien zu Frauenlob und Heinrich von Mügeln. Festschrift für Karl Stackmann zum 80. Geburtstag (= Scrinium Friburgense. Bd. 15). Universitätsverlag, Freiburg, Schweiz 2002, ISBN 3-7278-1350-4, S. 31–50.
- Ars et prudentia. Zum list-Exkurs im Daniel des Strickers. In: Cora Dietl (Hrsg.): Ars et Scientia im Mittelalter und in der frühen Neuzeit. Georg Wieland zum 65. Geburtstag. Francke, Tübingen 2002, ISBN 3-7720-2784-9, S. 155–171.
- Brüchige Figur. Zur literarischen Konstruktion der Partonopier-Gestalt bei Konrad von Würzburg. In: Matthias Meyer (Hrsg.): Literarisches Leben. Rollenentwürfe in der Literatur des Hoch- und Spätmittelalters. Festschrift für Volker Mertens zum 65. Geburtstag. Niemeyer, Tübingen 2002, ISBN 3-484-64021-9, S. 283–308.
- Mythisches Erzählen: Narration und Rationalisierung im Schema der "gestörten Martenehe" (besonders im Ritter von Staufenberg und bei Walter Map). In: Udo Friedrich (Hrsg.): Präsenz des Mythos. Konfigurationen einer Denkform in Mittelalter und Früher Neuzeit (= Trends in medieval philology. Bd. 2). De Gruyter, Berlin 2004, ISBN 3-11-017801-X, S. 247–273.
- Gewalt und Moral in der Kreuzzugsdichtung. In: Julia Dietrich (Hrsg.): Ethik und Ästhetik der Gewalt. Mentis-Verlag, Paderborn 2006, ISBN 3-89785-449-X, S. 155–176.
- Wort- und Bildnetze zum Textbegriff im nachklassischen mittelhochdeutschen Romanprolog (Rudolf von Ems, Konrad von Würzburg). In: Gerd Dicke (Hrsg.): Im Wortfeld des Textes. Worthistorische Beiträge zu den Bezeichnungen von Rede und Schrift im Mittelalter (= Trends in medieval philology. Bd. 10). De Gruyter, Berlin 2006, ISBN 3-11-018328-5, S. 263–285.
- Subjektivität, Intimität im höfischen Roman. Zum 'Willehalm von Orlens' des Rudolf von Ems. In: Gisela Vollmann-Profe (Hrsg.): Impulse und Resonanzen. Tübinger mediävistische Beiträge zum 80. Geburtstag von Walter Haug. Niemeyer, Tübingen 2007, ISBN 978-3-484-10810-3, S. 193–212.
- Merkmale des Schönen und volkssprachlige Literaturästhetik. Zu Hartmann von Aue und Gottfried von Straßburg. In: Manuel Braun (Hrsg.): Das fremde Schöne. Dimensionen des Ästhetischen in der Literatur des Mittelalters (= Trends in medieval philology. Bd. 12). De Gruyter, Berlin 2007, ISBN 978-3-11-019350-3, S. 111–141.
- nach rate zweier hande schrift. Mythologie als literarische Erkenntnisform$dzu Buch X der Spruchsammlung Heinrichs von Mügeln. In: Oliver Auge (Hrsg.): Universitas. Die mittelalterliche und frühneuzeitliche Universität im Schnittpunkt wissenschaftlicher Disziplinen. Georg Wieland zum 70. Geburtstag. Francke, Tübingen 2007, ISBN 978-3-7720-8223-8, S. 43–62.
- Minne als Brief. Zum Ausdruck von Intimität im nachklassischen höfischen Roman (Rudolf von Ems: "Willehalm von Orlens"; Johann von Würzburg: "Wilhelm von Österreich"). In: Mireille Schnyder (Hrsg.): Schrift und Liebe in der Kultur des Mittelalters (= Trends in medieval phílology. Bd. 13). De Gruyter, Berlin 2008, ISBN 978-3-11-020315-8, S. 125–145.
- Liebestod. Varianten im höfischen Roman und antike Prätexte. In: Beiträge zur Geschichte der deutschen Sprache und Literatur. Bd. 135 (2013), S. 378–398.
- Empathisches Erzählen und Katharsis in Gottfrieds Tristan. In: Deutsche Vierteljahrsschrift für Literaturwissenschaft und Geistesgeschichte. Bd. 88 (2014), S. 273–296.
- Der Apfel der Discordia. Funktion und Dinglichkeit in der Mythographie und im Trojanerkrieg Konrads von Würzburg. In: Anna Mühlherr (Hrsg.): Dingkulturen. Objekte in Literatur, Kunst und Gesellschaft der Vormoderne (= Literatur – Theorie – Geschichte. Bd. 9). De Gruyter, Berlin 2016, ISBN 978-3-11-044895-5, S. 110–126.
- Der zwiespältige Gelehrte. Zur Ambiguität der Aristoteles-Figur in mittelalterlichen Darstellungen (Artes-Repräsentant, Fürstenerzieher, Liebhaber). In: Marian E. Polhill (Hrsg.): Diz vliegende bîspel. Ambiguity in Medieval and Early Modern literature. Essays in honor of Arthur Groos (= Transatlantische Studien zu Mittelalter und Früher Neuzeit. Bd. 9). V&R unipress, Göttingen 2020, ISBN 978-3-8471-1157-3, S. 115–137.

Festschrift
- Henrike Lähnemann, Sandra Linden (Hrsg.): Dichtung und Didaxe. Lehrhaftes Sprechen in der deutschen Literatur des Mittelalters [Christoph Huber zu Ehren seines 65. Geburtstags]. De Gruyter, Berlin 2009, ISBN 978-3-11-021898-5.